# Cột Đức Mẹ ở Hradčany

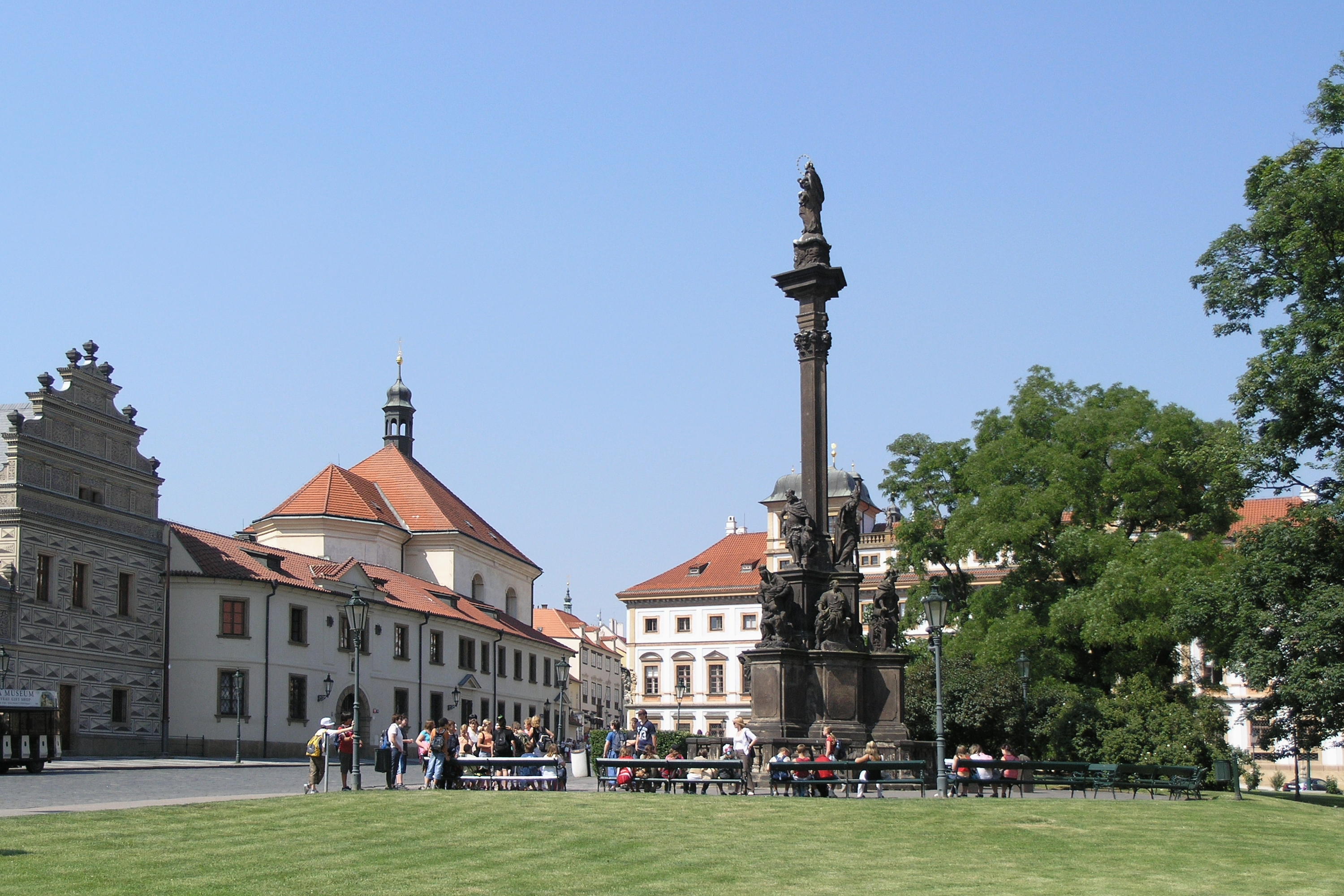
Cột Đức Mẹ ở Hradčany (2008)

Cột Marian, hay Cột Đức Mẹ ở Hradčany (tiếng Séc: Mariánský morový sloup) là một trong những tượng đài tôn giáo nổi tiếng về Đức Mẹ, nằm trên quảng trường Hradčany, Praha, Cộng hòa Séc.  Ở trên đỉnh cột đặt một bức tượng phác họa hình ảnh Đức Mẹ Maria, nhằm suy tôn lòng thương xót của Ngài trong cuộc chiến chống dịch bệnh chết người lúc bấy giờ - đại dịch hạch giai đoạn 1713–1714. Hiện nay, tượng đài này có tên trong danh sách các di tích văn hóa của Cộng hòa Séc.

## Lịch sử

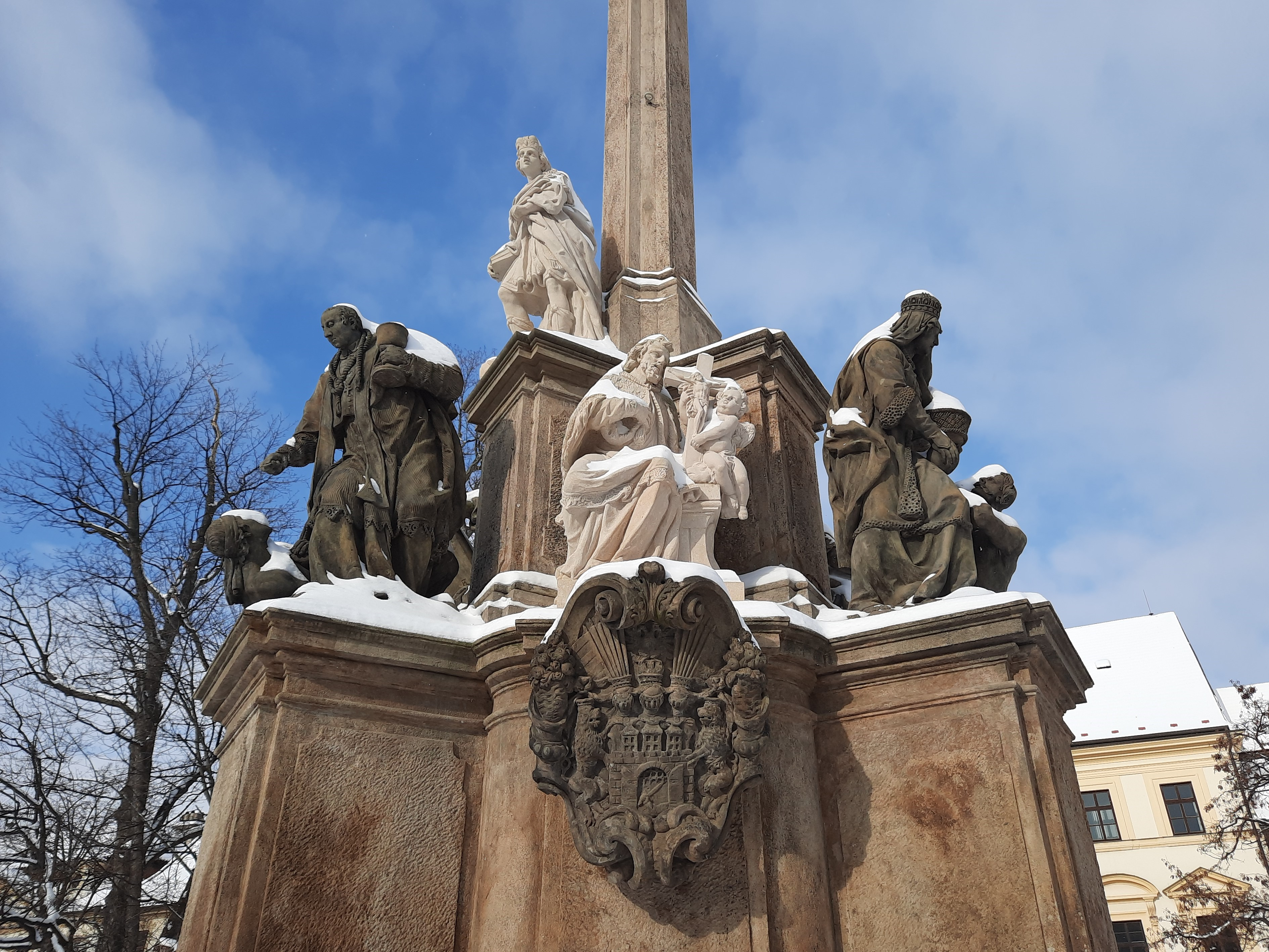
Phần chân Cột Đức Mẹ ở Hradčany

Cột Đức Mẹ ở Hradčany bắt đầu được xây dựng vào năm 1725 dưới thời trị vì của Hoàng đế Karl VI. Tượng Đức Mẹ Vô Nhiễm nguyên tội - Đức Trinh nữ Maria đặt phía trên trụ cột đài tưởng niệm do nhà điêu khắc người Séc Ferdinand Maxmilián Brokoff đảm nhiệm trong giai đoạn 1724–1728. Sau khi Brokoff qua đời, học trò ông là František Ignác Weiss đã hoàn thành công việc. Cột Đức Mẹ ở Hradčany được thánh hiến vào năm 1736.

## Mô tả
Xung quanh chân cột là những bức tượng phác họa các vị Thánh: Thánh Vitus, Thánh Wenceslas, Thánh Adalbert, Thánh Charles Borromeo, Thánh Jan Nepomuk, Thánh Elizabeth của Thuringia, Thánh Peter, Thánh Florian và Thánh Paul.
Bức tượng bằng đá sa thạch của Đức Mẹ Đồng trinh cao 206 cm, được mạ vàng vào năm 1884. Năm 1894, bức tượng được thay thế bằng một bản sao của nhà điêu khắc Ludvík Wurzel. Hiện nay, bức tượng gốc được lưu giữ tại khu triển lãm Praha thuộc Bảo tàng quốc gia Lapidary.